# الفساد في إسرائيل
هناك أدلة على أن الفساد مشكلة مشروعة في السياسة الإسرائيلية، وقد تم إجراء العديد من التحقيقات في مزاعم استغلال النفوذ والرشوة.
مؤشر مدركات الفساد لعام 2022 الصادر عن منظمة الشفافية الدولية، والذي سجل 180 دولة على مقياس من 0 ("شديد الفساد") إلى 100 ("نظيف جدًا")، منحت إسرائيل درجة 63. عند الترتيب حسب النتيجة، احتلت إسرائيل المرتبة 31 من بين 180 دولة في المؤشر، حيث احتلت الدولة المرتبة الأولى، يُنظر إليها على أنها القطاع العام الأكثر نزاهة. للمقارنة ، كانت أفضل درجة هي 90 (المرتبة 1) ، وأسوأ درجة كانت 12 (المرتبة 180) ، ومتوسط الدرجات كان 43. 
لا يبدو أن الفساد مؤسسي ويمكن للشركات أن تعمل وتستثمر إلى حد كبير في إسرائيل دون تدخل من المسؤولين الفاسدين. ومع ذلك، أفادت التقارير أن قطاع الخدمات العامة لديه مخاطر فساد معتدلة، حيث أبلغ قادة الأعمال عن دفع رشاوى مقابل الوصول إلى المرافق العامة، مع اعتبار الحكومة البيروقراطية غير الفعالة مصدر المشكلة. 
في عام 2019، اتُهم رئيس الوزراء بنيامين نتنياهو بالفساد، بسبب قبوله هدايا باهظة الثمن مثل الشمبانيا والسيجار الفاخر.
بنيامين نتنياهو يدلي بشهادته في قضايا فساد أمام محكمة تل أبيب
اليوم، الثلاثاء 10 ديسمبر 2024، مثل رئيس الوزراء الإسرائيلي بنيامين نتنياهو أمام محكمة في تل أبيب، حيث استمرت جلسة الاستماع لمدة خمس ساعات. وخلال الجلسة، قدم نتنياهو شهادته بشأن التهم الموجهة إليه في قضايا فساد، مشيرًا إلى أنه "مستهدف من الإعلام بسبب سياساته الأمنية المتشددة".
تُعد هذه الجلسة الأولى ضمن سلسلة جلسات محاكمة نتنياهو. ومن المتوقع أن تستأنف المحكمة جلساتها يوم الأربعاء 13 ديسمبر 2024، عند الساعة 2:30 بعد الظهر، وتستمر حتى المساء، وفقًا لما أفادت به صحيفة تايمز أوف إسرائيل.
تأتي هذه المحاكمة وسط اهتمام إعلامي وسياسي كبير، حيث تواصل الجهات القضائية النظر في القضايا الموجهة ضد رئيس الوزراء، والتي تشمل اتهامات بالرشوة والاحتيال وخيانة الأمانة.